# UFC 128
UFC 128: Shogun vs. Jones는 2011년 3월 19일에 미국 뉴저지주 뉴어크의 푸르덴셜 센터에서 개최된 종합격투기인 UFC 경기이다.

## 배경
3월 12일, 추성훈은 일본의 참사로 인해 네이트 마쿼트와의 경기 불참 의사를 밝혔다. UFC 대표 대너 화이트는 추성훈 대신 댄 밀러를 메인카드에 참가시켰다.

## 같이 보기
- UFC
- UFC 대회 목록